# Kurt Hartrodt
Kurt Hartrodt (* 9. September 1891 in Berlin; † 15. Januar 1974 ebenda) war ein deutscher Politiker (SPD).
Hartrodt besuchte ein Gymnasium und machte anschließend das Abitur. Er studierte an der Berliner Universität Rechts- und Staatswissenschaften. 1916 legte er das Referendarexamen ab und promovierte später als Dr. jur. an der Universität Jena. 1920 legte er das Assessorexamen ab und wurde Rechtsanwalt, im folgenden Jahr auch Notar. Ab 1923 arbeitete Hartrodt am Reichsversorgungsgericht. Von 1931 bis 1945 war er ständiges Mitglied des Reichsversicherungsamts.
Nach dem Zweiten Weltkrieg arbeitete Hartrodt als Abteilungsleiter, später Hauptabteilungsleiter in der Versicherungsanstalt Berlin (VAB). Er erhielt eine Wiedergutmachung des Bundesarbeitsministeriums und wurde daher – rückwirkend ab 1. Januar 1937 – zum Senatspräsidenten befördert. 1952 trat er zur neu eingerichteten Landesversicherungsanstalt Berlin (LAV Berlin) über. Bei der Berliner Wahl 1954 wurde Hartrodt in das Abgeordnetenhaus von Berlin gewählt, dem er bis 1958 angehörte.
Hartrodt erhielt 1972 die Marie-Juchacz-Plakette.